# Traçado circular

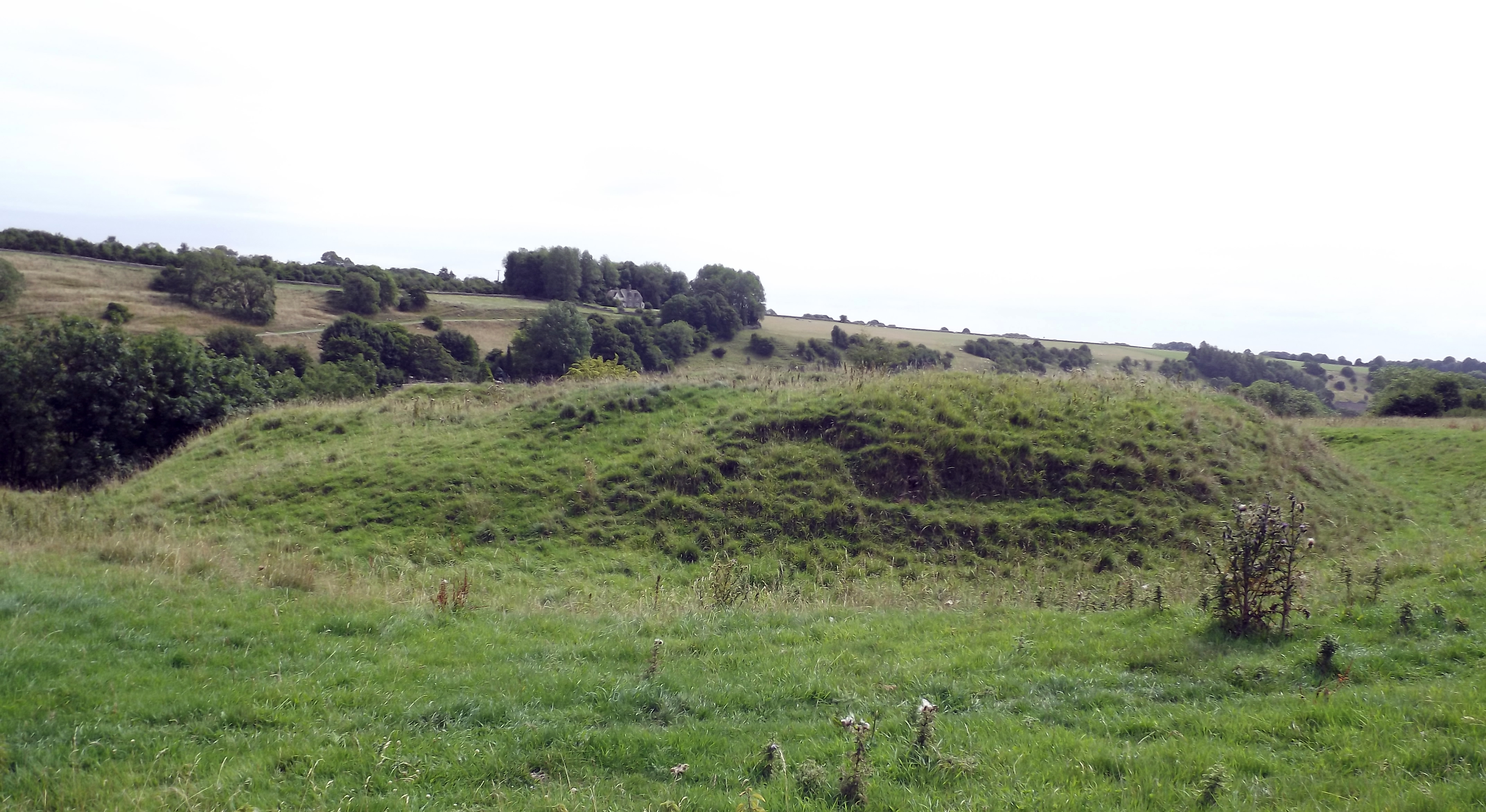
Terraplenagem do traçado circular em Newington Bagpath, Inglaterra.

Um traçado circular era uma forma de estrutura defensiva medieval fortificada, geralmente circular ou oval. Era essencialmente um castelo de mota sem a mota. As defesas consistiam geralmente em um fosso e um aterro em volta do local.